# Artúr Feilitzsch

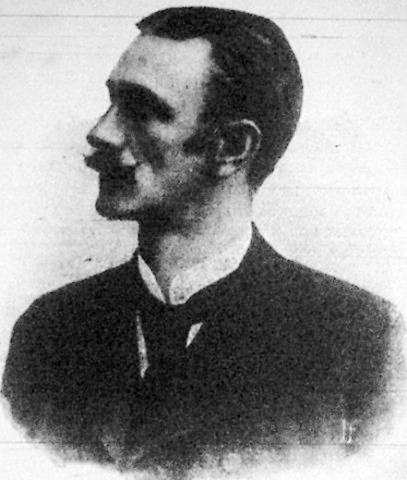
Artúr Feilitzsch, 1905

Artúr Baron Feilitzsch (auch Artur von Feilitzsch, * 18. Februar 1859 in Törökkanizsa, Woiwodschaft Serbien und Temeser Banat; † 15. Juni 1925 in Ernei, Königreich Rumänien) war ein ungarischer Politiker, Förster und Ackerbauminister (1905/06).

## Leben
Feilitzsch entstammte einem im Jahr 1847 in Bayern in den Freiherrenstand erhobenen Adelsgeschlecht. Nach Besuch der Schule studierte Feilitzsch Forstwissenschaften in Selmecbánya und war als Student Präsident der Ungarischen Gesellschaft (Magyar társaság), die in Konkurrenz zur deutschen Burschenschaft stand. Ab 1883 arbeitete er im ungarischen Ackerbauministerium und wurde im Folgejahr Vizeforstinspektor am Budapester Forstinspektorat. 1893 wurde er mit der Leitung der königlichen Forstdirektion in Kolozsvár betraut. 1899 wurde er als Mitglied der Liberalen Partei Abgeordneter für den Wahlbezirk Kolozsvár II im Abgeordnetenhaus. 1903 zum Vizepräsidenten des Abgeordnetenhauses ernannt, war er von 18. Oktober 1905 bis 8. April 1906 Ackerbauminister in der Beamtenregierung von Géza Fejérváry. Nach Rücktritt der Regierung zog er sich aus der Politik zurück.